# Lamprophis abyssinicus
Lamprophis abyssinicus är en ormart som beskrevs av Mocquard 1906. Lamprophis abyssinicus ingår i släktet Lamprophis och familjen snokar. Inga underarter finns listade i Catalogue of Life.
Arten förekommer i Etiopien. Honor lägger ägg.